# シンプル・シンフォニー
シンプル・シンフォニー（単純な交響曲、Simple Symphony）作品4は、ベンジャミン・ブリテンが1933年から1934年にかけて作曲した、弦楽オーケストラまたは弦楽四重奏のための、4楽章から成る楽曲である。ブリテンが1923年から1926年に書いた習作的なピアノ曲をもとにして作られている。

## 楽器編成
- 第1ヴァイオリン
- 第2ヴァイオリン
- ヴィオラ
- チェロ
- コントラバス

弦楽四重奏で演奏するときには、第1ヴァイオリンからチェロまで各1人が演奏する。弦楽オーケストラで演奏する場合には、それぞれ複数置かれ、コントラバスが加わる。なお、楽譜には、コントラバスはあってもなくても良いとされている。
各楽章の原曲のタイトルは全て頭文字が韻を踏んでいると共に、曲名の原題も同様に韻を踏んでいる。

## 構成

### 第1楽章
Boisterous Bourrée, Allegro ritmico（騒々しいブーレ、快速に、リズミカルに）
1926年の組曲第1番、1923年の「歌」によるソナタ形式。

### 第2楽章
Playful Pizzicato, Presto possibile pizzicato sempre（遊び好きのピチカート、できる限り急速に、つねにピチカートで）
1924年のスケルツォ、同年の「歌」による複合三部形式。

### 第3楽章
Sentimental Saraband, Poco lento e pesante（感傷的なサラバンド、少し遅く、そして重々しく）
1925年の組曲第3番、1923年のワルツによる複合三部形式。哀愁を帯びた美しい旋律で知られる。

### 第4楽章
Frolicsome Finale, Prestissimo con fuoco（浮かれ気分の終曲、極めて急速に、火のように）
1926年のピアノソナタ第9番、1925年の「歌」によるソナタ形式。